# Laurel Rose Willson
Laurel Rose Willson, alias Lauren Stratford oder auch Laura Grabowski (* 18. August 1941 in Washington; † 8. April 2002) war eine amerikanische Sängerin, Klavierspielerin und Schriftstellerin.

## Leben
Willson wurde als Säugling von dem Arzt Frank Cole Willson und dessen Frau, der Lehrerin Rose Gray Willson, adoptiert. Sie war musikalisch talentiert und lernte, Klavier, Klarinette und Flöte zu spielen. Nachdem sie das College abgeschlossen hatte, arbeitete Willson als Lehrerin in einer Musikschule. Sie lebte später in Bakersfield, Kalifornien, und war für eine Reihe protestantischer Kirchen als Sängerin und Klavierspielerin tätig.

## Falsche Identität als Opfer satanischen Missbrauchs
Willson schrieb unter dem Pseudonym Lauren Stratford drei Bücher. Das bekannteste war Satan’s Underground. In diesem behauptete sie, ihre wahre Lebensgeschichte als Opfer von Kindesmissbrauch und später als Opfer eines Satanskultes zu erzählen.
Nachforschungen des christlichen Magazines Cornerstone ergaben, dass die Angaben in dem Buch nicht mit Willsons tatsächlicher Lebensgeschichte übereinstimmten. Sie ergaben weiterhin, dass Willson schon mehrmals falsche Missbrauchsvorwürfe gegen verschiedene Personen erhoben hatte und bekannt dafür war, Lügengeschichten zu erzählen, um Mitleid zu erregen.

## Falsche Identität als Holocaust-Überlebende
1999 nahm Willson eine falsche Identität als Holocaust-Überlebende an. Sie behauptete, Laura Grabowski, eine Überlebende von Auschwitz-Birkenau, zu sein. Unter diesen Namen nahm sie von wohltätigen Organisationen mehrere tausend US-Dollar ein, die eigentlich für Holocaust-Überlebende gedacht waren. Als Grabowski freundete sie sich mit Binjamin Wilkomirski an und behauptete, ihn aus dem KZ zu kennen. Später stellte sich heraus, dass Wilkomirski weder jüdisch noch ein KZ-Überlebender war, was dabei half, Willson als Betrügerin zu enttarnen.